# Саламауа
Саламауа (англ. Salamaua, нем. Samoahafen) — маленький городок, располагавшийся в провинции Моробе на северо-восточном побережье Папуа — Новой Гвинеи. Поселение было построено на окруженном горами берегу бухты Байерн, которая находится между мысом и узким перешейком полуострова в заливе Юон Соломонова моря. Ближайшим к Саламауа городом являлся Лаэ, в который можно попасть, переплыв залив на лодке.

## История

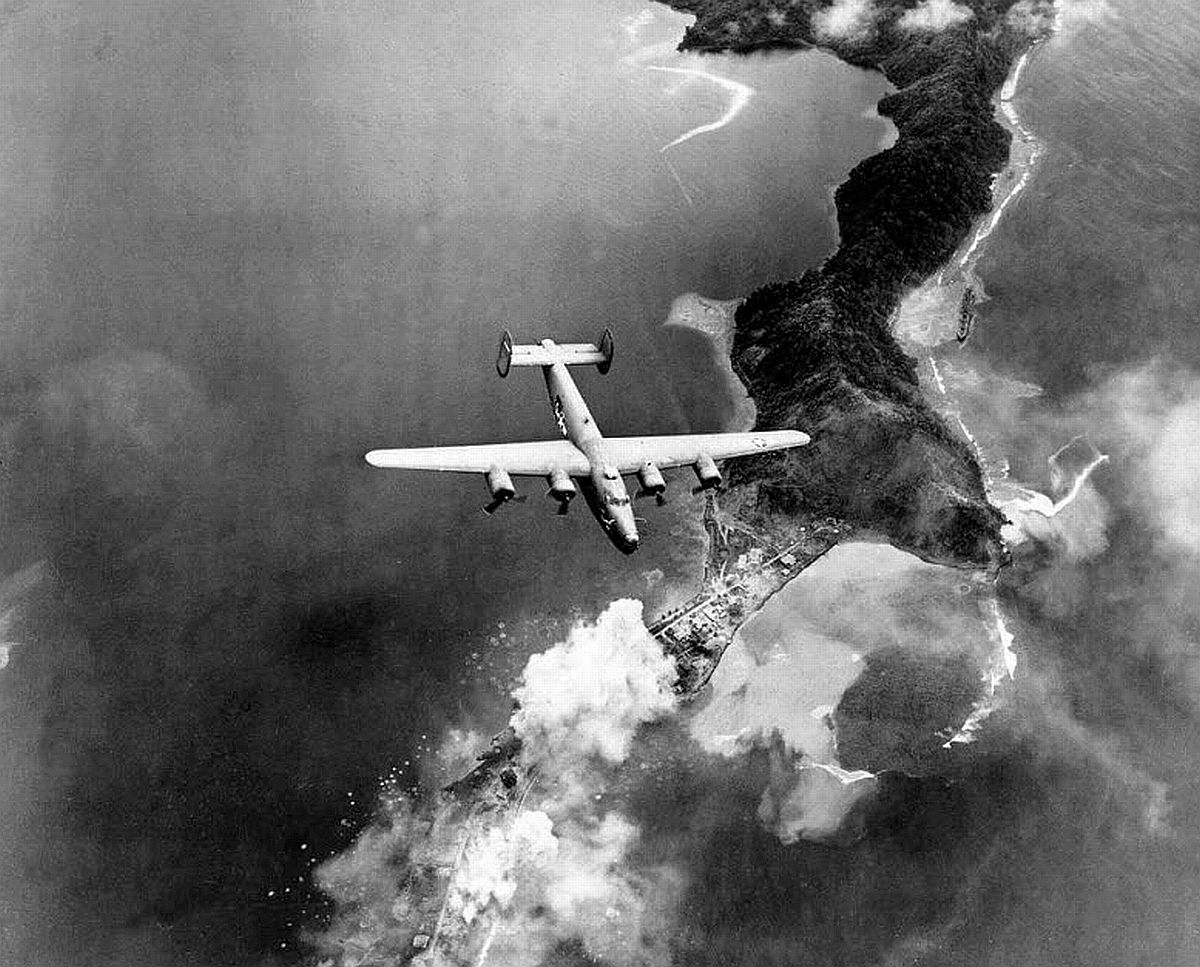
B-24 антигитлеровской коалиции производит бомбардировку захваченного японцами Саламуа (13 августа 1943 года).

В 1920-е годы золотоискатели использовали Саламауа в качестве опорного пункта во время поисков золота во внутренних районах страны. Когда в Вау нашли золото, золотодобытчики съехались со всех концов страны и проложили к золотым приискам опасную дорогу под названием «Чёрная кошка».
Во время Второй мировой войны 8 марта 1942 года город был захвачен японцами и позднее освобожден австралийскими и американскими вооруженными силами под командованием генерала Дугласа Макартура. Во время боев он был разрушен.
В настоящее время на этом месте находятся деревни Кела и Лагуи, а также дома отдыха.